# ブラッドベリ・ランディング

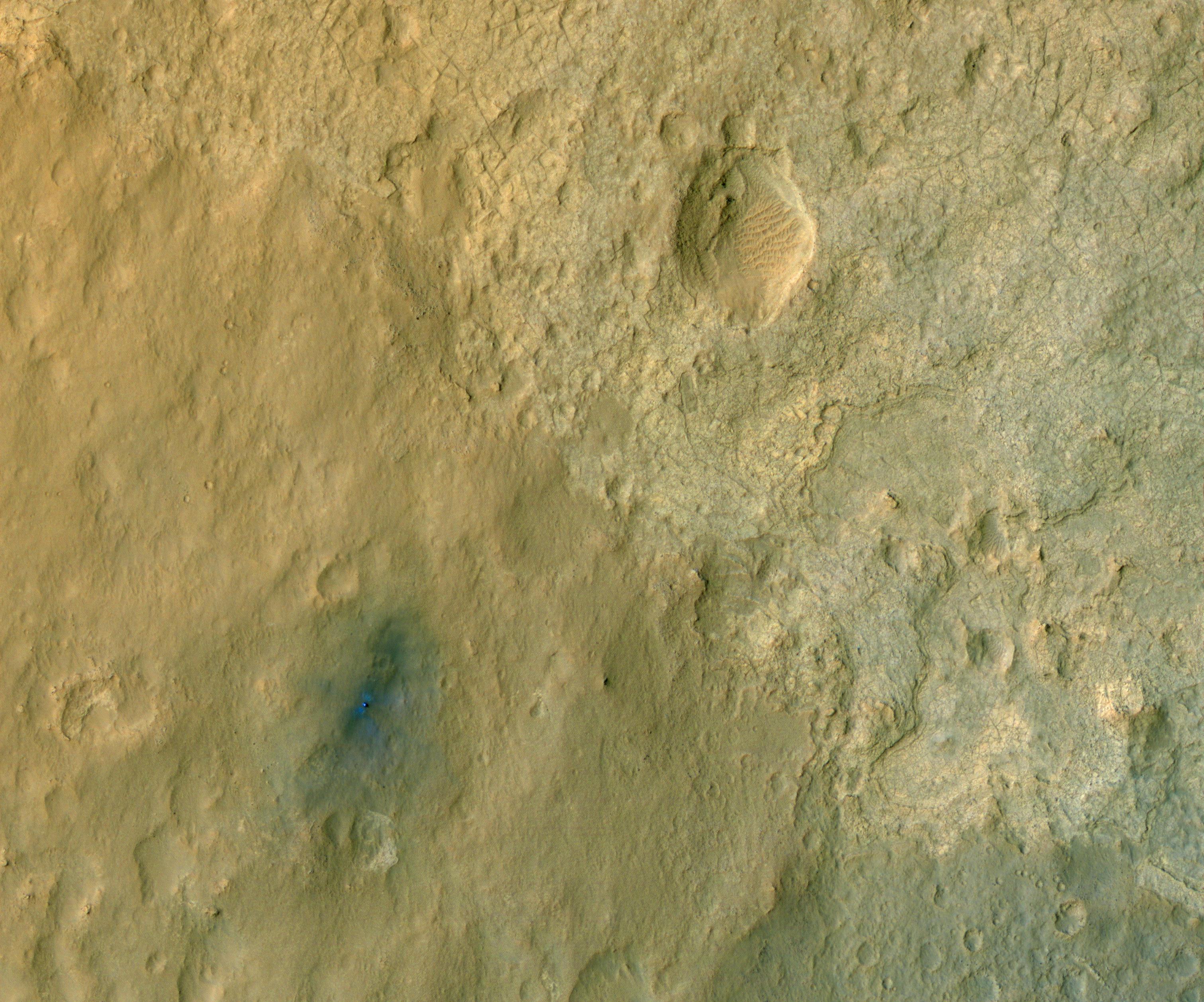
ブラッドベリ・ランディング - キュリオシティ着陸地点（2012年8月14日）。

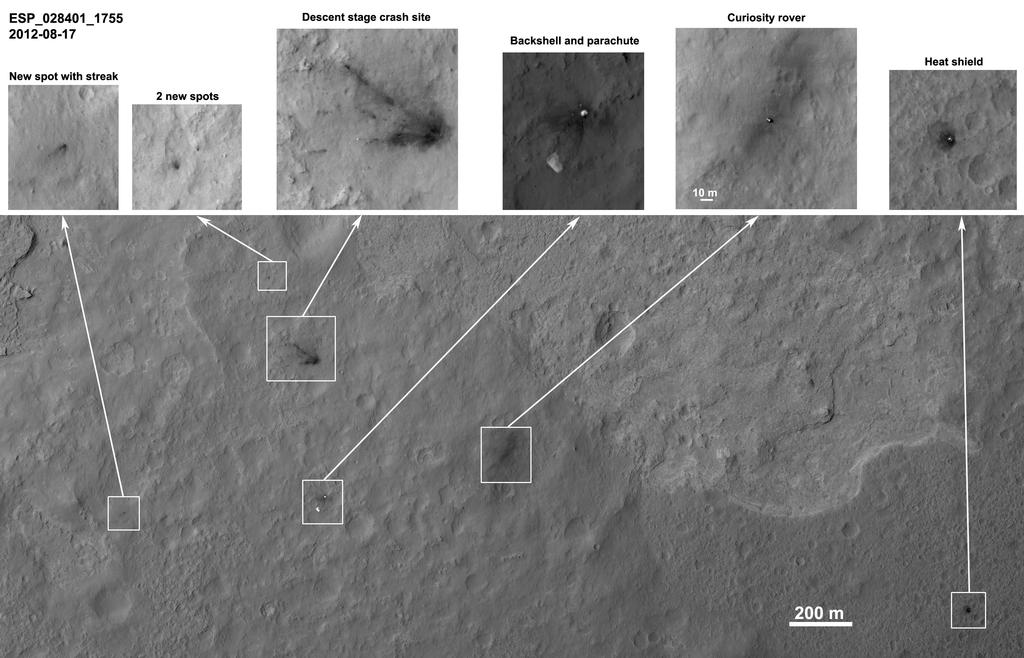
MSLデブリフィールド（2012年8月17日）。パラシュートは615 m離れて着陸。（3-D：ローバー/パラシュート）

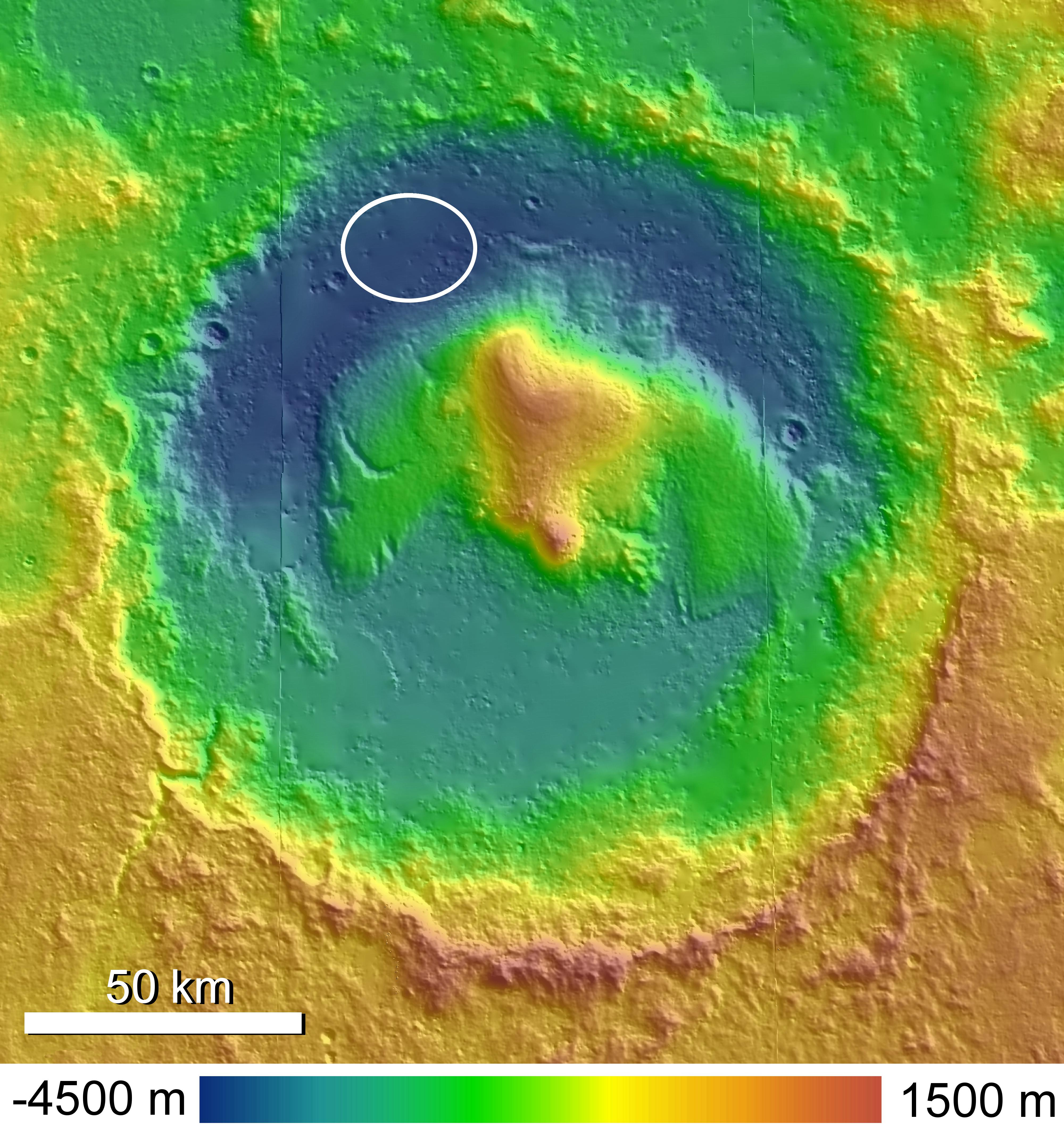
クレーター中心にアイオリス山があるゲールクレーターの地図。

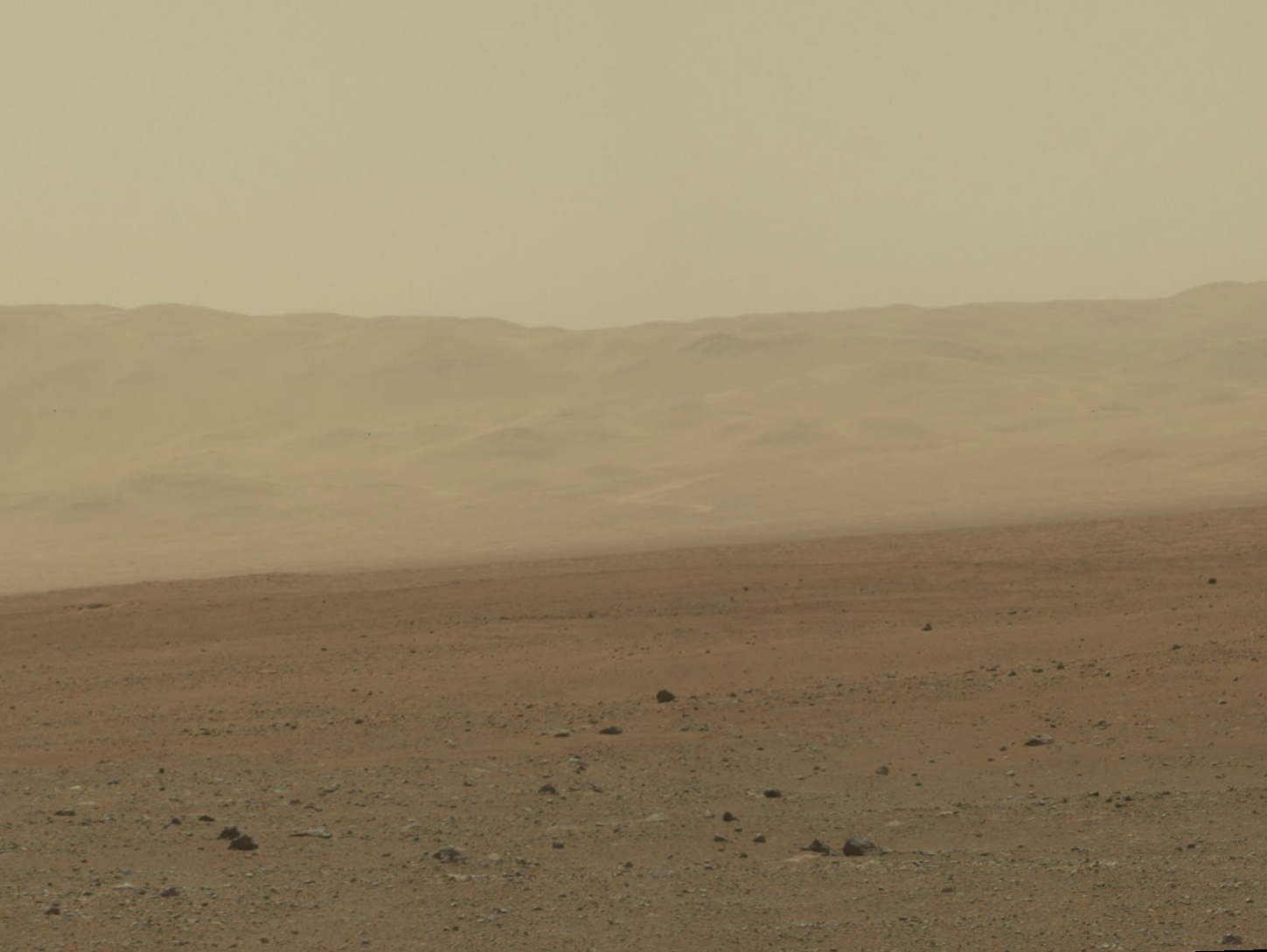
キュリオシティローバーからの眺めたブラッドベリ・ランディング（2012年8月9日）

ブラッドベリ・ランディングは、2012年8月6日、火星にあるゲールクレーター内のマーズ・サイエンス・ラボラトリー（MSL）のキュリオシティローバー着陸地点。 2012年8月22日、NASAは、彼の92歳の誕生日に、2012年6月5日に亡くなった作家レイ・ブラッドベリの名前をサイトに付けた。
火星の着陸地点の座標（南緯4度35分22秒 東経137度26分30秒 / 南緯4.5895度 東経137.4417度座標: 南緯4度35分22秒 東経137度26分30秒 / 南緯4.5895度 東経137.4417度）。
2012年の夏に、ローバーはこの特定の着陸場所から離れたが、着陸の性質上、実際の着陸船は存在しない。火星のオービターによって記録されたように、トラックプリントとブラストマークは火星の風の中でゆっくりと吹き飛ばされる。

## レイ・ブラッドベリ
NASAのキュリオシティプログラム科学者であるマイケル・マイヤーは、場所の命名について、「これは科学チームにとって難しい選択ではありませんでした。私たちの多くと他の何百万人もの読者は、レイ・ブラッドベリが火星での生命の可能性を夢見て書いた物語に触発された。」 。ブラッドベリは、先住民の火星人と火星のアメリカの探検と定住についての1950年の小説「火星年代記」を書いている。キュリオシティチームはツイッターにメッセージを残した。「敬意を表して、火星への着陸地点をレイ・ブラッドベリに捧げます。ブラッドベリ・ランディングからのご挨拶！」 。ネーミングの一環として、NASAは1971年からブラッドベリのビデオを公開した。彼の詩「もし私たちが背が高くなったなら」を読んでいる。